# Copa de Portugal de fútbol sala
La Copa de Portugal (Taça de Portugal) es una competición portuguesa de fútbol sala organizada por la Federación Portuguesa de Fútbol (FPF).
La Copa de Portugal está abierta a todos los clubes de Primera División y Segunda División, y además participan equipos clasificados de los diferentes Distritos. Esto le diferencia de la Copa de Liga de Portugal de fútbol sala, que se disputa anualmente desde la temporada 2015/16, en la que sólo participan los ocho mejores equipos de Primera División al término de la primera vuelta de la liga regular. 
El torneo consta de fases eliminatorias a partido único y arranca con los equipos de los Distritos y todos los de Segunda División, que disputan eliminatorias entre ellos hasta quedar 18, momento el que se unen los 14 equipos de Primera División para disputar la ronda de dieciseisavos de final.

## Historial
| Edición | Temporada | Campeón             | Subcampeón          | Resultado |
| 1.ª     | 1997-98   | Miramar             | Sporting CP         | 4-1       |
| 2.ª     | 1998-99   | Instituto D. João V | SC Vila Verde       | 2-2 (4-3) |
| 3.ª     | 1999-00   | Correio da Manhã    | AR Freixieiro       | 3-1       |
| 4.ª     | 2000-01   | FJ Antunes          | Instituto D. João V | 3-3 (4-3) |
| 5.ª     | 2001-02   | FJ Antunes (2)      | Sporting CP         | 3-1       |
| 6.ª     | 2002-03   | SL Benfica          | AR Freixieiro       | 5-4       |
| 7.ª     | 2003-04   | SL Olivais          | CF Sassoeiros       | 4-3       |
| 8.ª     | 2004-05   | SL Benfica (2)      | Boavista FC         | 4-1       |
| 9.ª     | 2005-06   | Sporting CP         | SL Benfica          | 9-5       |
| 10.ª    | 2006-07   | SL Benfica (3)      | SC Braga            | 2-1       |
| 11.ª    | 2007-08   | Sporting CP (2)     | FJ Antunes          | 4-1       |
| 12.ª    | 2008-09   | SL Benfica (4)      | Belenenses          | 4-1       |
| 13.ª    | 2009-10   | Belenenses          | SL Benfica          | 2-1 pr.   |
| 14.ª    | 2010-11   | Sporting CP (3)     | SL Benfica          | 3-2 pr.   |
| 15.ª    | 2011-12   | SL Benfica (5)      | AD Modicus          | 2-1       |
| 16.ª    | 2012-13   | Sporting CP (4)     | SC Braga            | 7-1       |
| 17.ª    | 2013-14   | AD Fundão           | SL Benfica          | 7-6 pr.   |
| 18.ª    | 2014-15   | SL Benfica (6)      | AD Fundão           | 5-2       |
| 19.ª    | 2015-16   | Sporting CP (5)     | SL Benfica          | 4-2       |
| 20.ª    | 2016-17   | SL Benfica (7)      | CCRD Burinhosa      | 5-1       |
| 21.ª    | 2017-18   | Sporting CP (6)     | GD Fabril           | 6-2       |
| 22.ª    | 2018-19   | Sporting CP (7)     | SL Benfica          | 5-5 (3-2) |
| 23.ª    | 2019-20   | Sporting CP (8)     | SC Braga            | 7-1       |

## Palmarés
| Equipo              | Campeón | Subcampeón | Títulos (por año)                              |
| ------------------- | ------- | ---------- | ---------------------------------------------- |
| Sporting CP         | 8       | 2          | 2006, 2008, 2011, 2013, 2016, 2018, 2019, 2020 |
| SL Benfica          | 7       | 6          | 2003, 2005, 2007, 2009, 2012, 2015, 2017       |
| FJ Antunes          | 2       | 1          | 2001, 2002                                     |
| Instituto D. João V | 1       | 1          | 1999                                           |
| Belenenses          | 1       | 1          | 2009                                           |
| AD Fundão           | 1       | 1          | 2014                                           |
| Miramar             | 1       | 0          | 1998                                           |
| Correio da Manhã    | 1       | 0          | 2000                                           |
| SL Olivais          | 1       | 0          | 2004                                           |
| SC Braga            | 0       | 3          |                                                |
| AR Freixieiro       | 0       | 2          |                                                |
| SC Vila Verde       | 0       | 1          |                                                |
| CF Sassoeiros       | 0       | 1          |                                                |
| Boavista FC         | 0       | 1          |                                                |
| AD Modicus          | 0       | 1          |                                                |
| CCRD Burinhosa      | 0       | 1          |                                                |
| GD Fabril           | 0       | 1          |                                                |